# Балтійська синекліза
Балтійська синекліза (Прибалтійська западина, Польсько-Литовська синекліза, Польсько-Литовська западина) — велика негативна структура на північному заході Російської плити в межах західної окраїни Східно-Європейської платформи. Розташована на території Білорусі, Литви, Латвії, Данії, Естонії та частково Швеції, значна частина синеклізи покрита водами Балтійського моря. Межує на півночі і північному заході — з Балтійським щитом, на сході — з Латвійської сідловиною, на півдні — з Білоруською антеклізою, на заході — примикає до Трансєвропейської сутурної зони (зона розломів). 
Синекліза має близько 700 км завдовжки, завширшки від 300 км на заході, 450-500 км у центрі та до 250 км на сході. Має вигляд великої структурної затоки, відкритого на південному заході і центроклінально замикається на північному сході. Кристалічний фундамент занурюється у західному та південно-західному напрямках від -0,5 км до -8 км. Виконана відкладеннями вендської, кембрійської, ордовикської, сілурінської, девонської, кам'яновугільної, пермської систем, а також мезозойської та кайнозойської ери. У платформовому чохлі виділені байкальський, каледонський, герціанський, кімерійсько-альпійський структурно-формаційні комплекси. Основний етап формування — каледонський, з ним пов'язано найінтенсивніше прогинання території  (потужність відкладень понад 3 км) і утворення розломів, локальних піднять. Розлом обмежують структури 2-го порядку — западини, прогини, виступи, ступені, моноклінали, грабени, а також структури 3-го порядку — брахіантиклії, локальні височини (до яких приурочені родовища нафти). На території північного заходу Білорусі заходять відкладення каледонського структурного комплексу Б.с. (Кембрійські, ордовикські і силурийські відкладення у прибережно-морських фаціях). 